# 桑迪克里克鎮區 (北卡羅萊納州富蘭克林縣)
桑迪克里克鎮區（英語：Sandy Creek Township）是位於美國北卡羅萊納州富蘭克林縣的一個鎮區。

## 地方資料
桑迪克里克鎮區的面積為137.80平方千米，皆為陸地。根據2020年美國人口普查的數據，當地共有人口3006人，而人口密度為每平方千米21.81人。